# Рајнер Марија Рилке
Рене Карл Вилхелм Јохан Јозеф Марија Рилке (Праг, 4. децембар 1875 — Валмонт, 29. децембар 1926), познатији као Рајнер Марија Рилке, био је аустријски песник. Широко је препознат као један од лирски најинтензивнијих песника на немачком језику. Он је писао стихове и веома лирску прозу. Неколико критичара је Рилкеово дело описало као својствено „мистично”. Његови списи обухватају један роман, неколико збирки поезије и неколико томова кореспонденције.

## Биографија
Рођен је у Прагу 4. децембара 1875. године. Сматра се једним од највећих немачких поета.
Након 1884. године родитељи су му живели одвојено и он се с мајком одселио у Беч. У првом дечаштву, мајка га је одгајала и одевала као девојчицу, вероватно не могавши да преболи губитак рано умрле ћерке.
Од 1886. године, на очев захтев, почео је да похађа нижу војну реалку у Ст. Пелтену. Те године школовања касније је назвао "почетком одвратности". Плашљив, повучен и тих, није успевао да се прилагоди питомачком војничком животу, премда су му у заводу допуштали да се бави и књижевношћу. Ишао у трговачку академију у Линцу. Пошто је приватно положио матуру, студирао је историју уметности, књижевност и филозофију у Прагу, Минхену и Берлину. Његова поезија представља завршетак европске декаденције и почетак поезије бити. Рилкеова лирика је морбидна и сетна, пуна сумрачних и самртничких угођаја. Израз је доба на прелому светова између Истока и Запада и посебне мешавине словенског и германског. Древни Богови као Аполон и Хермес су често спомињани у његовим делима, као и анђели, руже... Осим лирике, писао је и приповетке, роман „Записи Малтеа Лауридса Бригеа“ и велики број писама.
Преводио је с француског (Валери, Маларме, Бодлер, Жид), енглеског (Е. Барет Браунинг) и италијанског (Микеланђело) језика. Од 1897. до 1899. године живео у Минхену и Берлину; путовао је у Италију и Русију. Затим је живео у Ворпсведеу близу Бремена. 1901. године се оженио вајарком Кларом Вестхоф, али се тај брак брзо распао. После тога је дуже живео у Паризу, путовао у Италију, Данску, Шведску, Северну Африку, Египат и Шпанију. Од 1911—1912. године живео је у замку Девин близу Трста. Рат је провео у Минхену, једно време служећи као војник у Ратном архиву. После рата је углавном боравио у Швајцарској, где се 1922. настанио у малом замку Мизот у Валеу.
Умро је у Валмонту, Швајцарска, 29. децембара 1926. године од леукемије.

### 1910—1919
Године 1911, након међупостаје у Напуљу, наставља с путовањем према Каиру, па уз Нил: Мемфис и Теба, Луксор, Карнак, све до Асуана. У фебруару се разболео у Каиру, а у марту се преко Венеције тратио у Париз. Преводи Гереновог „Кентаура”. Клара тражи раставу, до које ипак не долази. Захваљујући Кипенберговима, у Рилкеу се буди занимање за немачку класику, почиње се дивити Клопштоку, Гетеу, Клајсту. У новембру започиње други боравак у Девину, који ће потрајати пуних седам месеци. Крајем јануара 1912. пише Прву и Другу Девинску елегију. Настаје циклус песама „Живот Маријин”, посвећен сликару Хајнриху Фогелеру. За неколико песама из тог циклуса Паул Хиндемит је написао музику 1923. године. У мају одлази у Венецију, у стан кнегиње Турн и Таксис. Спријатељује се са Елеонором Дузе, коју узалуд наговара на повратак позорници. У новембру преко Минхена путује у Шпанију, подстакнут Ел Грековим Толедом. Посећује Толедо, Кордобу, Севиљу, Ронду, па Мадрид. У Ронди пише фрагменат касније Шесте девинске елегије.
Од фебруара 1913. опет је у Паризу. Један је од првих који упознају и указују на Прустову величину. Подупире Норберта фон Хелинграта у раду на издавању Хелдерлинових дела, која су га одушевила и упутила у метафизичку историју. Упознаје младог Верфела. У новембру у Паризу пише Трећу девинску елегију. Ступа у интимну везу с пијанискињом Магдом фон Хатингберг, „Бенвенутом”.
Године 1914. преводи Гидеов „Повратак изгубљеног сина”. Крајем фебруара заједно с Магдом фон Хатингберг путује у Берлин, али се веза раскида. Разочаран и исцрпљен, Рилке у јулу напушта свој стан у Паризу. У ратним годинама, његов посед је продат на аукцији: књиге, слике, писма, нешто покућства и гардеробе. Списе успева да спасе Андре Жид, па му их уручује након рата. Пролази кроз „хелдерлинску” фазу изнадполитичког национализма. У рату падају његови знанци Хелинграт, сликари Геце фон Секендорф и Франц Марк. У августу и септембру лечи се у лечилишту Икинг.
Од 1915. живи у Минхену по хотелским собама и пансионима. Дубоко испашта због рата. У фебруару се поновно лечи на Исару. У децембру га, посве неочекивано, позивају у аустријску војну службу. Пролази три недеље пешадијске обуке, потом следи прекоманда у Ратни архив у Бечу. Захваљујући пријатељским интервенцијама, отпуштају га у јуну. Увелико му помаже пријатељским гестама Хофманштал, настањен у близини. У јулу се враћа се у Минхен.
У 1917. и 1918. учествује у приредбама пацифистичке установе „Форум”. Поновно покушава да студира: под утицајем је групе „космичара”" из Џорџовог круга. Посебно га привлачи археологија антике и Рима те истраживање мистерија Алфреда Шулера, ученика истраживача митова Ј. Ј. Бахофена. Дружи се с књижевницом Хертом Кениг. Открива Пикаса и Клеа. Минхенска револуција, која га врло занима, продужава његов немир, али се ипак покушава вратити књижевном раду.

### 1919—1926
У Немачкој више није могао да остане, јер нове власти нису издавале дозволе боравка усељеницима након 1. августа 1914. Имао је потешкоће с путним исправама, аустријске му више нису важиле, и тешком муком је добио чехословачке, према месту рођења. У јуну заувек напушта Минхен. Сели се у Швајцарску, борави у Женеви и Ниону. Током октобра и новембра одржава књижевне вечери у Цириху, Санкт Галену, Луцерну, Берну, па на крају у Винтертуру.
За песника се почиње занимати и базелска аристократија, па он у Локарну прима позив из породице Карла Јакоба Буркхарта, историчара и каснијег министра, те бива угошћен најпре у Базелу, а потом на њиховом породичном имању. Од јуна до средине јула поновно је у Венецији, код кнегиње Турн и Таксис. У новембру проводи осам дана у Паризу. По повратку у Швајцарску Нани Вандерли-Волкарт, сестричина Вернера Рајнхарта, швајцарског индустријалца, посредује његов боравак у дворцу Берг ам Ирхел, на пола пута између Цириха. Ту остаје шест месеци.
Одушевљен Валеријевим песништвом преводи 1921. „Гробље поред мора”. То је био почетак једног великог пријатељства и узајамног поштовања. У мају мора напустити Берг ам Ирхел. Сели у Етој на Женевском језеру, где се предаје новој љубави: Баладини Клосовској, сликарки за чија се два сина брине Рилке, нарочито за млађег Балтуса. Лутајући с Баладином кантоном Вале, открива поред градића Сијер дворац из 13. века, Музот, над долином реке Роне. Дворац откупљује мецена Вернер Рајнхарт, адаптира га, те га даје Рилкеу на располагање. Након вишегодишњих унутрашњих и спољних припрема, у заиста чудном надахнућу, Рилке за само три недеље, 1922. године, довршава „Девинске елегије”, од којих су само прве четири раније биле дефинитивне, те низ од 56 „Сонета Орфеју”.
Од 1923. почиње осећати озбиљне здравствене тегобе. У лето и јесен путује по Швајцарској. Крајем године одлази у санаторијум Валмонт на Женевском језеру.
До краја живота пише песме на француском језику, читава четири велика циклуса. Пише и низ песама на немачком, од великог значаја за нов обрат у песништву. Дана 20. јануара 1924. враћа се из санаторија у Музоту. У априлу га посећује Валери.
У Паризу 1925. доживљава велике књижевничке почасти. Путује с Баладином Клосоwском по Француској, Швајцарској и Италији, а концем септембра опет је на лечењу у Рагазу. Потом се накратко враћа у свој усамљени дворац, а крајем децембра поновно је у санаторијуму. У новембру пише опоруку. У њој одређује и место властите сахране.
До краја маја 1926. је у санаторијуму, по властитом осећању нешто побољшана здравља. Велик део лета проводи у Рагазу, где се последњи пут сусреће с кнегињом, а 13. септембра и с Валеријем на Женевском језеру. Враћа се у Сиере, али не иде у свој дворац, него у хотел Белевју. Тек пошто је 30. новембра поновно смештен у Валмонт, дијагнозирана је његову болест као акутну леукемија. Дана 29. децембра у 3,30 умире испаћен и осамљен. Сахрањен је 2. јануара 1927. на малом гробљу у Рарону, према властитој жељи и према властитим естетским назорима.

## Дела
- „Живот и песме“ (Leben und Lieder), 1894.
- „Жртва Ларима“ (Larenopfer), 1896.
- „Крунисан сном“ (Traumgekront), 1897.
- „Адвент“ 1898.
- „Мени у славу“ (Mir zur Feier), 1899.
- „Књига слика“ ( Das Buch der Bilder), 1902.
- „Часловац“ (Das Stunden-Buch), 1905.
- „Нове песме I-II“ (Neue Gedichte), 1907-1908.
- „Ране песме“ (Die frilhen Gedichte), 1909.
- „Реквијем“ (Requiem), 1909.
- „Живот Маријин“ (Das Marien-Leben), 1913.
- „Девинске елегије“ (Duineser Elegien), 1923.
- „Сонети Орфеју“ (Die Sonette an Orpheus), 1923.
- „Воћњаци и Валески катрени“ (Vergers suivi des Quatrains Valaisans), 1926.
- „Прозори“ (Les Fenetres), 1927.
- „Руже“ (Les Roses), 1927.
- „Стихови и проза из заоставштине“ (Verse und Prosa aus dem Nachlass), 1929.
- „Позне песме“ (Spate Gedichte), 1934.
- „Сабрана дела“ (Gesammelte Werke)